# Comuna Șanț, Bistrița-Năsăud

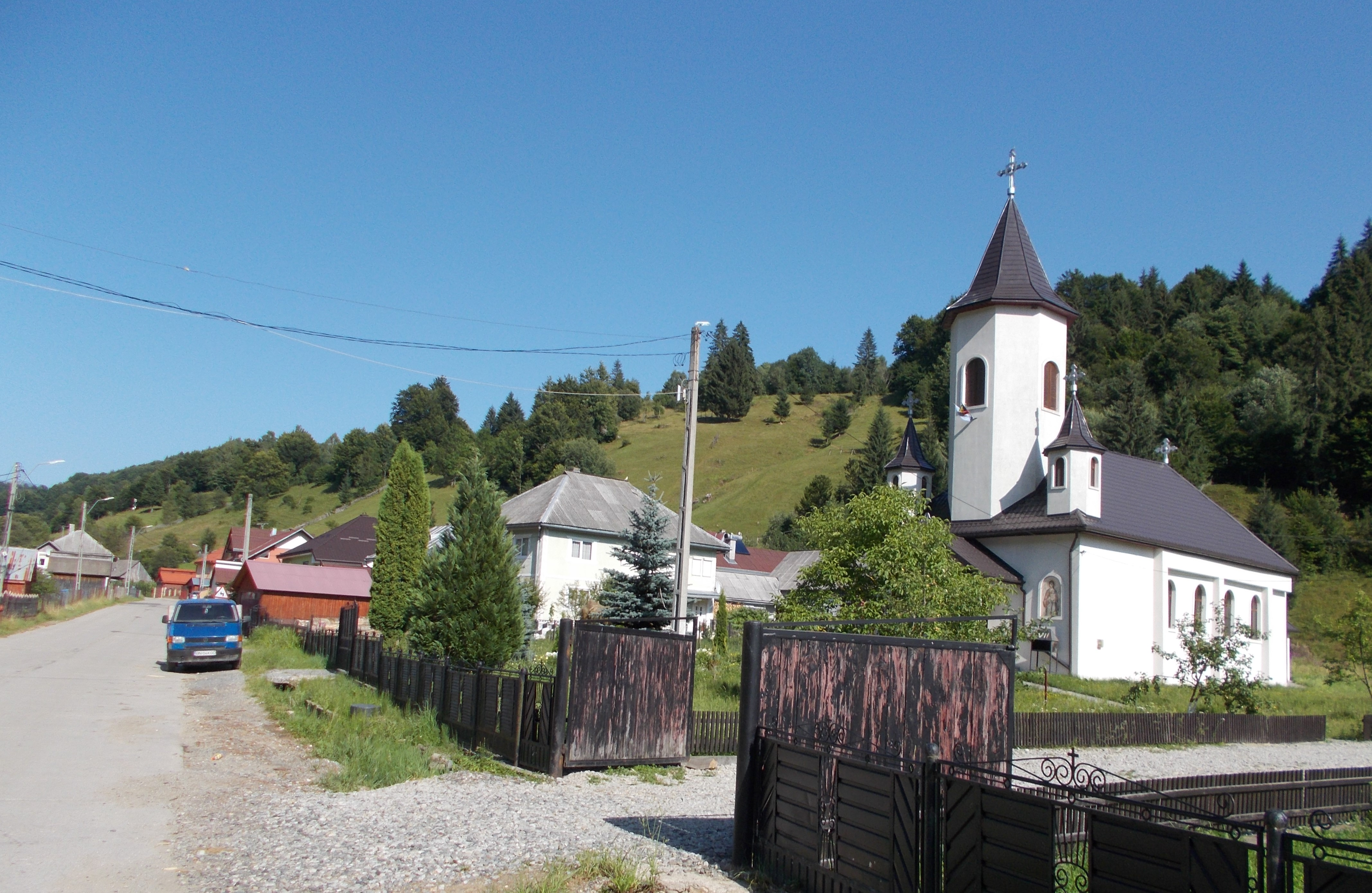
Satul Valea Mare, comuna Șanț

Șanț este o comună în județul Bistrița-Năsăud, Transilvania, România, formată din satele Șanț (reședința) și Valea Mare.

## Demografie
Componența etnică a comunei Șanț
     Români (93,99%)
     Alte etnii (0,06%)
     Necunoscută (5,94%)
Componența confesională a comunei Șanț
     Ortodocși (74,41%)
     Penticostali (16,54%)
     Greco-catolici (1,88%)
     Alte religii (1,11%)
     Necunoscută (6,07%)
Conform recensământului efectuat în 2021, populația comunei Șanț se ridică la 3.247 de locuitori, în creștere față de recensământul anterior din 2011, când fuseseră înregistrați 3.228 de locuitori. Majoritatea locuitorilor sunt români (93,99%), iar pentru 5,94% nu se cunoaște apartenența etnică. Din punct de vedere confesional, majoritatea locuitorilor sunt ortodocși (74,41%), cu minorități de penticostali (16,54%) și greco-catolici (1,88%), iar pentru 6,07% nu se cunoaște apartenența confesională.

## Politică și administrație
Comuna Șanț este administrată de un primar și un consiliu local compus din 13 consilieri. Primarul, Marian-Viorel Forogău[*], de la Partidul Național Liberal, este în funcție din octombrie 2020. Începând cu alegerile locale din 2024, consiliul local are următoarea componență pe partide politice:
|  | Partid                          | Consilieri | Componența Consiliului | Componența Consiliului | Componența Consiliului | Componența Consiliului | Componența Consiliului |
|  | ------------------------------- | ---------- | ---------------------- | ---------------------- | ---------------------- | ---------------------- | ---------------------- |
|  | Partidul Național Liberal       | 5          |                        |                        |                        |                        |                        |
|  | Partidul Social Democrat        | 3          |                        |                        |                        |                        |                        |
|  | Partidul Puterii Umaniste       | 1          |                        |                        |                        |                        |                        |
|  | Partidul Ecologist Român        | 1          |                        |                        |                        |                        |                        |
|  | Partidul Mișcarea Populară      | 1          |                        |                        |                        |                        |                        |
|  | Alianța pentru Unirea Românilor | 1          |                        |                        |                        |                        |                        |
|  | Partidul Verde                  | 1          |                        |                        |                        |                        |                        |

## Atracții turistice
- Biserica greco-catolică (din 1948 ortodoxă) din satul Șanț, cu iconostasul inițial pictat de Octavian Smigelschi
- Biserica ortodoxă din satul Valea Mare
- Rezervația naturală „Peștera din Valea Cobășelului” (1 ha)
- Pasul Rotunda
- Lacurile Lala Mic și Lala Mare
- Vârful Ineu din Munții Rodnei
- Parcul Național Munții Rodnei

## Personalități născute aici
- Grigore Moisil (1814 - 1891), cleric, om de cultură, străbunicul academicianului Grigore C. Moisil
- Pamfiliu Grapini (1855 – 1949), preot greco-catolic în comuna Șanț, arhidiacon, om de cultură, ctitor al vechii bisericii din sat, tatăl unionistului Enea Grapini[7][8]
- Enea Grapini (1893 - 1980), inginer și om politic român
- Lucian Valea (1924 - 1992) - pseudonimul lui Alexandru Astălușiu, poet, prozator, eseist și istoric literar român
- Leon-Iosif Grapini (n. 1961), poet și prozator român contemporan

## Cultură
- Teatrul Nescris „Constantin Iugan”
- Ansamblul Folcloric „Izvorul Someșului” al Căminului cultural din Șanț
- Revista „Izvorul Someșului”
- Centrul Cultural „Dimitrie Gusti”